# Victoria Zárate Zurita
Victoria Zárate Zurita (Madrid, 7 de octubre de 1893 - Lisboa, 6 de diciembre de 1964) fue una maestra republicana y sindicalista española, de ideología socialista y comunista, que fue torturada y encarcelada por el franquismo.

## Trayectoria
Zárate Zurita nació en Madrid. Estudió Magisterio en la Escuela Normal Central de Maestros desde 1912 a 1915. Desde abril de 1916 trabajó en la Escuela Graduada de Niñas n.º 4, en el Grupo Escolar de Bailén en Madrid, donde estuvo hasta 1922, año en el que permutó su plaza con la maestra de Cadalso de los Vidrios (Madrid).
Se afilió a la Asociación General de Maestros de la Unión General de Trabajadores (UGT) en 1918. Participó como delegada de la Federación Española de Trabajadores de la Enseñanza en el XIV Congreso de la UGT celebrado en 1920 junto al pedagogo Lorenzo Luzuriaga entre otros. En dicho congreso se creó el programa educativo de la UGT, que fue uno de los gérmenes de lo que después fue el programa educativo de la Segunda República.
Perteneció al Partido Republicano Radical Socialista aunque, más tarde, en los comienzos de la Guerra civil, se afilió al Partido Comunista. En 1931, repartió a los diputados que estaban redactando la constitución un manifiesto en el que se pedía que se recogiera que la República fuera totalmente laica. Lo repartió junto a Victoriana Herrero, Enriqueta Echevarría y Concepción Martín de Antonio, todas representantes de fuerzas políticas de izquierdas. Participó ese mismo año en el Ateneo de Madrid en el homenaje al maestro Cayetano Ripoll, última víctima de la Inquisición, con motivo del centenario de su muerte. con una disertación sobre La religión en la escuela. En 1932, formó parte de la comisión de pedagogía de dicha institución, presidida por el antropólogo Luis de Hoyos. siendo reelegida durante varios años.
Participó en la fundación del movimiento de la Educación Nueva en España; afiliada a la Internacional del mismo nombre. Formó parte de su primera ejecutiva como tesorera el 5 de abril de 1931, junto a Luzuriaga como presidente, Manuel Bartolomé Cossío y Américo Castro entre otros. En 1931 fue elegida vocal de la Comisión Ejecutiva de FETE presidida por Rodolfo Llopis.
El 11 de febrero de 1933, suscribió el manifiesto de la fundación de la Asociación de Amigos de la Unión Soviética con el fin de divulgar los avances realizados en aquel país. Junto a ella, firmaron personas reconocidas tanto de la esfera política como intelectual: los escritores Antonio Machado, Federico García Lorca, Concha Espina y las políticas Clara Campoamor o Victoria Kent, entre otros.
Al producirse el golpe de Estado de julio de 1936, trabajaba en el Grupo Escolar José Espronceda en Madrid. Ese mismo año, fue nombrada vicepresidenta de la Junta Central de Huérfanos del Magisterio, cargo que desempeñó hasta 1939. En enero de 1937, fue nombrada directora administrativa del Instituto Obrero de Valencia.
En julio de 1939 regresó a Madrid donde fue detenida y, tras ser torturada, fue condenada a 12 años de prisión. Estuvo presa en Bilbao durante dos años, después de los que regresó a Madrid al salir en libertad condicional y se dedicó a la enseñanza particular. En marzo de 1953, fue revisado su expediente de depuración reintegrándola al servicio con sanción de “postergación en el escalafón durante dos años, traslado fuera de la provincial durante cinco años e inhabilitación para desempeñar cargos directivos y de confianza”.
Falleció en Lisboa el 6 de diciembre de 1964.

## Reconocimientos
La Asociación Cultural Instituto Obrero, otorga anualmente el premio Victoria Zarate Zurita. El premio reconoce el trabajo del alumnado de Prácticas Externas de Historia Contemporánea de la Universidad de Valencia, que se forma en dicha asociación.
- El 2 de mayo de 2024 se entregó la VII edición del premio Victoria Zarate Zurita a dos alumnos que hicieron sus prácticas en el archivo de ACIO.  [8]
- El premio fue entregado por Maite Zarate, sobrina de la maestra y su antiguo alumno Antonio Noguera hizo una reflexión acerca de su experiencia. Victoria Zarate Zurita fue la directora administrativa del Instituto Obrero de Valencia.[9]